# Accidente del C-212 Aviocar de la FACh de 2011
El accidente del C-212 Aviocar de la FACh de 2011, también conocido como tragedia de Juan Fernández, fue un accidente aéreo que tuvo lugar a las 17:48, hora local (20:48 UTC), del viernes 2 de septiembre de 2011, cuando un CASA C-212-300 Aviocar de la Fuerza Aérea de Chile (FACh) con pasajeros y tripulación militar a bordo, impactó contra la superficie del mar al aproximarse a la isla Robinson Crusoe, Chile.
La noche del 3 de septiembre de 2011, las autoridades aeronáuticas declararon oficialmente que los 18 pasajeros y 3 tripulantes fallecieron producto de la violencia del impacto.
El accidente tuvo gran impacto a nivel nacional y revuelo mediático por involucrar a un equipo de Televisión Nacional de Chile (TVN), que incluía al popular presentador de televisión Felipe Camiroaga y al periodista Roberto Bruce, quienes grabarían una nota para el programa Buenos días a todos. Otro pasajero de renombre era Felipe Cubillos, empresario y filántropo, líder de la organización Desafío Levantemos Chile, creada para la reconstrucción del país tras el terremoto ocurrido el 27 de febrero de 2010.

## Aeronave
La aeronave siniestrada fue un CASA C-212 Aviocar matrícula 966, perteneciente a la V Brigada Aérea de la FACh con base en el aeropuerto Cerro Moreno, con asiento en la Región de Antofagasta.

## Accidente
El avión CASA C-212 —operado por el 10.º Grupo de Transporte de la Fuerza Aérea de Chile— matrícula 966 fue autorizado a realizar un vuelo de apoyo a las labores de reconstrucción producto del terremoto de Chile de 2010.
Al momento del despegue, la tripulación estaba en conocimiento de que las condiciones meteorológicas no eran óptimas para realizar el vuelo. El avión militar pilotado por la teniente Carolina Fernández como copiloto (con 800 horas de vuelo) y el teniente Juan Pablo Mallea como piloto (700 horas de vuelo) despegó para un vuelo programado de 2 h 40 min desde el recinto cívico-militar aeropuerto Arturo Merino Benítez, Santiago, Chile, a las 14:00, hora local (17:00 UTC), con destino al aeródromo de la isla Robinson Crusoe, integrante del archipiélago Juan Fernández. A bordo viajaban veintiuna personas, contando tripulantes y pasajeros.
El CASA 212 en su trayectoria tuvo que remontar a una altitud de diez mil pies y sobrepasó el punto de no retorno con fuertes vientos en contra y mucha nubosidad y realizó el vector de aproximación a las islas, las condiciones meteorológicas a la hora del arribo eran adversas con rachas de vientos mucho mayores a las informadas al principio del vuelo. El vuelo como consecuencia de las condiciones meteorológicas de travesía había durado 2 h 57 min. En algún momento del viaje, el teniente Mallea estaba al mando del avión y la teniente Fernández pasó a actuar como copiloto y encargada de comunicaciones.
El CASA 212 enfiló hacia la única pista denominada con el numeral 32 en medio de zarandeos por viento arrachado oeste lateral de entre 30 a 35 nudos.
El avión intentó aterrizar en su primer intento, pero fuertes vientos cruzados descentraron el enfilamiento del vector de aproximación a la pista y el CASA 212 tuvo que remontar. El aparato no disponía de suficiente combustible para regresar al continente debido al tiempo de vuelo hasta la isla, extendido a consecuencia del fuerte viento en contra durante la travesía. Con todo, su alcance aún permitía varios minutos adicionales de maniobra. Un segundo intento en sentido contrario a la aproximación obtuvo el mismo resultado y el avión tuvo que tomar altura nuevamente, esta vez con rumbo a la isla Santa Clara.
Al comenzar el tercer intento, el CASA 212 hizo una aproximación go around realizando un semicírculo, perdiendo altura progresivamente y adentrándose a través del canal de 1,6 km de ancho existente entre la isla Santa Clara y Robinson Crusoe en vez de hacerlo por fuera de la isla Santa Clara que era lo más recomendable, en ese canalón se generan fuertes vórtices de vientos tipo windshear a nivel del mar, un fuerte viento de cola además afectó la maniobra, al efectuar el viraje a babor para retomar el vector de aterrizaje, estando frente a bahía Aguirre el avión se «cargó» o giró a la izquierda y comenzó a invertir su eje al ser afectado por una fuerte racha de viento lateral. El CASA 212 no pudo recuperar su posición a escasa altura y golpeó la superficie del mar primero con el ala izquierda y luego con la nariz estando en posición completamente invertida, el impacto sobre la superficie destrozó en multitud de fragmentos el aparato, mutiló y mató instantáneamente a los pasajeros y tripulantes.
A las 16:53 (19:53 UTC), Felipe Paredes Vergara, concejal y jefe de la torre de control de Juan Fernández, pierde contacto visual con la aeronave cuando esta pasaba tras un promontorio del lugar. El C-212 no volvió a aparecer en el horizonte. Al mismo tiempo, se perdió contacto radial con la nave. Se presume que el avión se estrelló en el mar debido a una entrada en pérdida alrededor de las 16:55 (19:55 UTC) a una distancia aproximada de 1 km al sudeste de la pista, mientras intentaba un tercer acercamiento. Se declaró DETRESFA a las 17:48 (20:48 UTC) a través de aeronáutica civil. Minutos antes, pescadores y pobladores habían iniciado la búsqueda. Horas más tarde, se notificaría el hallazgo de maletas destruidas y la puerta de la aeronave, por lo que se barajó la teoría de amerizaje.
En la madrugada (aproximadamente 6:30, hora local) del 3 de septiembre, se iniciaron labores conjuntas de rescate (de posibles sobrevivientes) entre la Fuerza Aérea y la Armada de Chile. Casi a mediodía, la Fuerza Aérea de Chile informó que pescadores locales que ayudaban en la búsqueda encontraron cuatro cadáveres mutilados —pertenecientes a dos hombres y dos mujeres— flotando cerca de la costa. A las 21:30 de ese día, el ministro de Defensa, Andrés Allamand, junto con su par el ministro secretario general de Gobierno, Andrés Chadwick, confirmaron que debido al estado de los primeros cuerpos hallados tras el accidente, y los fragmentos del avión, este último debió impactar de forma violenta contra el mar en su caída, descartando así toda posibilidad de encontrar sobrevivientes y dando por fallecidos a los 21 integrantes del vuelo.

## Lista de tripulantes y pasajeros
Lista oficial de tripulantes y pasajeros entregada por la FACh:
| - Fuerza Aérea de Chile: - Teniente Carolina Fernández Quinteros - Teniente Juan Pablo Mallea Lagos - Sargento 1.º Eduardo Jones San Martín - Cabo 1.º Eduardo Estrada Muñoz - Cabo 2.º Flavio Oliva Pino - Cabo 2.º Erwin Núñez Rebolledo - Comandante Rodrigo Fernández Apablaza - José Cifuentes Juica - Consejo Nacional de la Cultura y las Artes: - Galia Díaz Riffo - Romina Irarrázabal Faggiani | - Televisión Nacional de Chile: - Felipe Camiroaga - Roberto Bruce - Sylvia Slier Muñoz - Carolina Gatica Aburto - Rodrigo Cabezón de Amesti - Desafío Levantemos Chile: - Felipe Cubillos Sigall - Sebastián Correa Murillo - Catalina Vela Montero - Joel Lizama Nahuelhual - Jorge Palma Calvo - Joaquín Arnolds Reyes |

## Operación Loreto
Las labores de rescate tras el accidente fueron denominadas «operación Loreto». Durante la tarde del 3 de septiembre, se encontraron cuatro cuerpos, los cuales fueron enviados al Servicio Médico Legal (SML) en Santiago, para que se realizara su identificación. A las 21:23 (hora local), el ministro secretario general de Gobierno Andrés Chadwick, entregó los resultados de la identificación de los cuerpos, que pertenecían a los de Erwin Núñez, Galia Díaz, Roberto Bruce y Sylvia Slier.
El 7 de septiembre, el Gobierno entregó el nombre de otros tres fallecidos, quienes fueron reconocidos de los restos humanos encontrados en los días anteriores y posteriormente analizados en pericias genéticas del SML. Las personas identificadas correspondieron a Catalina Vela, Sebastián Correa y Juan Pablo Mallea. El 8 de septiembre se informó que entre los restos que estaban en el SML también estaba la piloto Carolina Fernández.
Luego, el 9 de septiembre, se informó que entre los restos que estaban en el SML se identificaron los de Carolina Gatica, Felipe Camiroaga, Eduardo Jones, Felipe Cubillos y Jorge Palma.
Posteriormente se informó la identificación de los restos mortales de Joaquín Arnolds (12 de septiembre), Rodrigo Fernández (21 de septiembre), Joel Lizama (13 de diciembre) y Romina Irarrázabal (18 de enero de 2012).
Durante las operaciones de rescate del día martes 13 de septiembre de 2011, el cabo 1.º Manuel Vera Abello, perteneciente a la Fuerza Aérea de Chile (FACh), falleció en la losa del aeródromo Robinson Crusoe al ser alcanzado por la hélice de un avión Twin Otter de la FACh.

## Reacciones

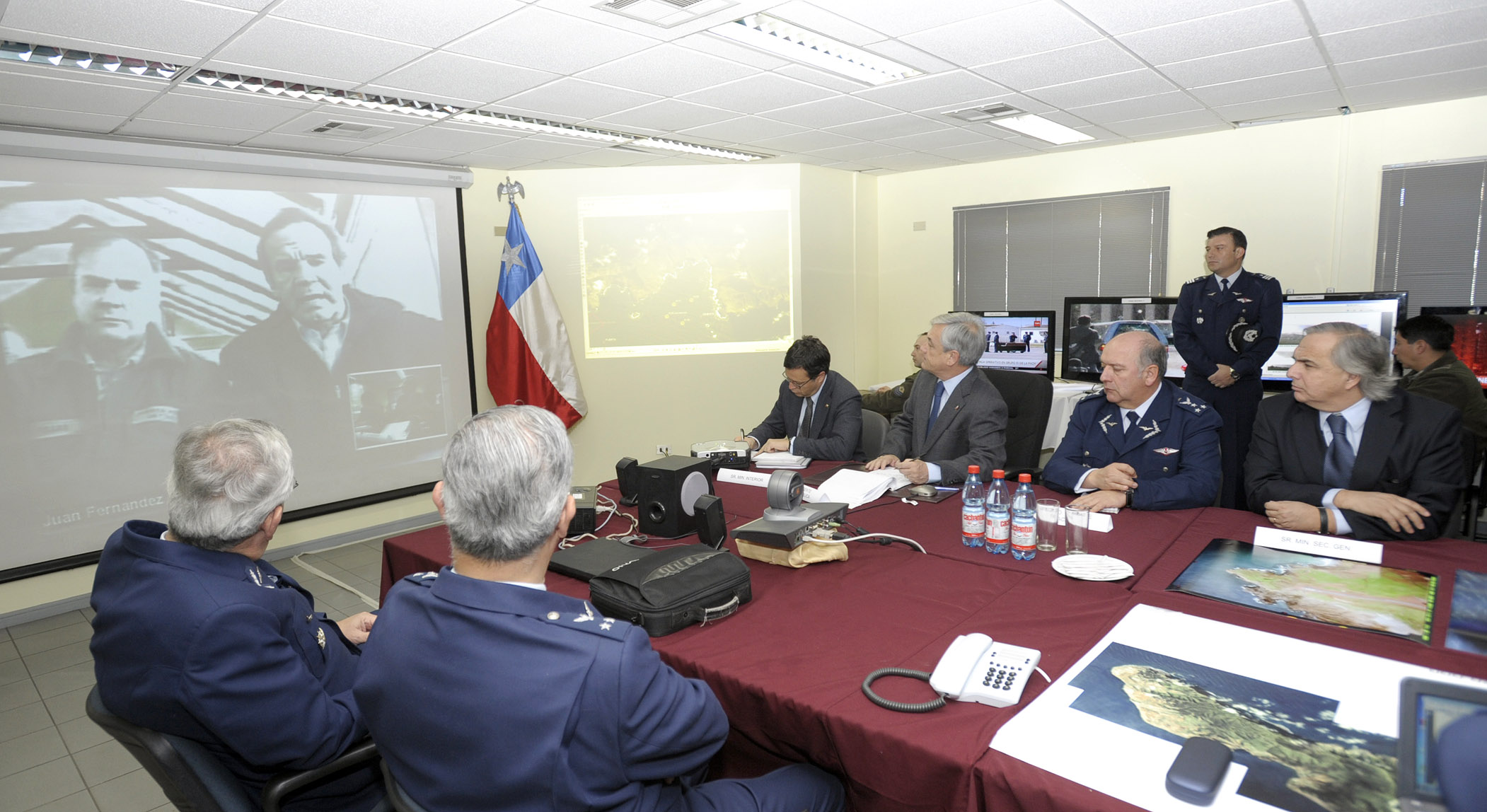
Sebastián Piñera y otras autoridades en videoconferencia con el ministro Andrés Allamand desde la isla Robinson Crusoe.

El accidente aéreo fue informado inicialmente por algunos medios digitales. En televisión, fue informado escuetamente por el periodista Jean Philippe Cretton, en el programa Calle 7 de Televisión Nacional, quien dio el pase al Departamento de Prensa del canal, que informó con más detalles mediante la periodista Consuelo Saavedra. También fue informado por Alfombra roja de Canal 13, ambos programas en emisión cuando surgieron las primeras informaciones.
Desde el momento de la noticia, las muestras de afecto y apoyo por parte de la ciudadanía en general se hicieron presentes en el frontis del Edificio Corporativo de Televisión Nacional de Chile, ubicado en la comuna de Providencia, en Santiago. Dichas expresiones también fueron replicadas en las sedes regionales de la televisora pública. Como señal del duelo que vivía el canal, en la parte inferior de su logo, se expuso durante un mes una pequeña franja de color negro, en homenaje a los cinco trabajadores de la estación televisiva que fallecieron en el accidente.
Debido a la amplia popularidad del presentador Felipe Camiroaga, el accidente fue lamentado por personajes del espectáculo internacional como Lucero, Yuri, Ricardo Montaner, Alejandro Sanz, Ricky Martin, Luis Fonsi, la doctora Polo, entre otros, a través de sus cuentas en redes sociales como Facebook, Twitter y YouTube. Así mismo, lo hizo la Organización Latinoamericana de Radiodifusión Pública (OLAR).
El periódico de circulación nacional Las Últimas Noticias, considerado como un tabloide sensacionalista, tituló en su edición digital la noche del 2 de septiembre «El último vuelo del halcón» —refiriéndose a Felipe Camiroaga, apodado el Halcón de Chicureo— con letras de color negro, generando la indignación de los cibernautas, puesto que en ese momento aún no se había determinado oficialmente el fallecimiento del presentador, siendo cambiada en su edición impresa. Además, el día 4, el director del diario pidió disculpas mediante un inserto. Mientras que el periódico Publimetro dio por fallecidos a los veintiún desaparecidos en la portada de su edición del 3 de septiembre, lo que solo se confirmó oficialmente durante la tarde de ese día.
El 5 de septiembre, se ofició una misa en la Catedral Metropolitana de Santiago, en memoria de los fallecidos en el accidente, presidida por el arzobispo Ricardo Ezzati, a la que asistieron diversas personalidades públicas y autoridades, incluyendo al presidente Sebastián Piñera y a la primera dama Cecilia Morel, además de familiares, colegas y amigos de las víctimas.
Tras lo ocurrido, comenzó el declive de Buenos días a todos, entre una serie de renuncias e infortunios, tales como la salida de su locutor Patricio Frez, los decesos de Ricarte Soto y Juan Carlos «el Tata» Díaz, y la renuncia de su director, Mauricio Correa. Esto llevó finalmente una reestructuración del programa en agosto de 2016, que cambió el nombre del programa a Muy buenos días.

## Controversias

### Uso de videntes
El ministro Andrés Allamand decidió aceptar una vidente dentro de los equipos de búsqueda.

«Hemos recopilado toda la información que está fluyendo a través de redes sociales, esa información en algunos casos corresponde a personas que tienen capacidades llamadas síquicas, cualquiera sea el nombre que se les quiera dar(...), hemos recibido información verosímil y algunas de esa información verosímil la estamos rastreando y estamos yendo a esos lugares donde tenemos indicios y vamos a verificar si los indicios de esas informaciones que nos entregan son reales».
Andrés Allamand

Dicha acción fue criticada y resistida por sectores científicos y organizaciones de escépticos, como un malgasto de recursos, y porque implicaba una distracción del objetivo principal. Una de las principales críticas, apuntaba a las diferencias de versiones entre los videntes (algunos daban a los accidentados como sobrevivientes en una playa o caverna, mientras otros indicaron que «están amarrados al fuselaje», entre otras versiones) y los nulos aciertos que la elegida podía mostrar.
Finalmente, el día 9 se informó que, tras revisar los puntos señalados por los videntes en general, se descartó cualquier validez a la información entregada por ellos.

### Causas del accidente
Según algunas versiones de prensa, se ha planteado que el avión estaba sobrecargado y que esto le habría significado no tener combustible suficiente. El Gobierno chileno salió prontamente a desmentir dichas aseveraciones. En las redes sociales aparecieron algunos rumores de conspiraciones, basadas incluso en afirmaciones de pilotos de aviación. El propio hijo de José Cifuentes (quien era el enlace de la FACh con los medios), solicitó poner fin a las especulaciones. Sin embargo, el Gobierno pidió una investigación especial (ministro en visita) a la Justicia para determinar las causas del accidente.
El 4 de noviembre, fue difundido en el informativo 24 horas de Televisión Nacional un video filmado por Rodrigo Cabezón a bordo del CASA 212, momentos antes de que se estrellara en el mar, confirmando que los tripulantes llevaban puesto los chalecos salvavidas y que el teniente Juan Pablo Mallea era quien pilotaba la aeronave y no la teniente Carolina Fernández como había planteado el ministro en visita.
En abril de 2012, a siete meses del accidente, se reveló que la FACh no realizó un mantenimiento al avión; una semana después del accidente, se compraron repuestos para los CASA 212. Además, se reveló que el CASA 212 matrícula 966 iba con sobrepeso.
Finalmente, en agosto de 2012 y tras el cierre de la investigación institucional y judicial, se determinó que el CASA 212 descendió y enfrentó los fuertes vientos laterales (windshear) al acercarse en su tercer intento provocaron una pérdida súbita del control de la aeronave desencadenando un giro y posterior caída en forma invertida hacia el mar. El informe atribuye responsabilidad a la tripulación sobre la base de errores en la planificación del vuelo y en la operación de la aeronave ante velocidades de viento que superaban los límites que establecía el fabricante de la aeronave.

## Causas pendientes
El máximo tribunal estableció que «las omisiones, falta de planificación, de rigurosidad y de aplicación de la normativa interna en los momentos previos y coetáneos al vuelo del avión CASA 212 el día 2 de septiembre de 2011, permiten concluir la existencia de una falta de servicio de la demandada, puesto que se incurrió en actuaciones defectuosas y omisiones, en inobservancia a la normativa que resultaba de aplicación imperativa y que establece obligaciones dirigidas a la seguridad y eficiencia del vuelo».
Se trata de la primera resolución de este tipo adoptada por la justicia, de ahí su relevancia para el resto de las familias que esperan reparación económica por parte del Estado de Chile. Los restantes procesos se tramitaron en la Corte de Apelaciones de Valparaíso, instancia a la que apelaron los familiares de las víctimas luego de que en noviembre de 2018 el Tercer Juzgado Civil de Valparaíso desestimara la responsabilidad de la FACh. En julio de 2021, el recurso fue acogido por la Corte de Apelaciones de Valparaíso, que revocó la sentencia de primera instancia y condenó al Fisco a pagar el lucro cesante y el daño moral sufridos por los familiares de las víctimas. Respecto del daño moral, la Corte estableció un monto de 150 millones de pesos chilenos por cada demandante.
En tanto, en enero de 2019, la Corte Marcial determinó el sobreseimiento de la causa penal «en tanto no aparezcan nuevos indicios suficientes para acusar a determinada persona como autor, cómplice o encubridor de delitos o cuasidelitos denunciados que dieron motivo a la instrucción del sumario».
El 29 de mayo de 2020, la Corte Suprema dictaminó que el Fisco de Chile debe indemnizar a los familiares de Joaquín Arnolds, exgerente general de Desafío Levantemos Chile, con 1286 millones de pesos chilenos por concepto de lucro cesante y daño moral.